# Públio Cornélio Sula
Públio Cornélio Sula (em latim: Publius Cornelius Sulla; m. 45 a.C.) foi um político da gente Cornélia na República Romana. Era sobrinho do ditador Lúcio Cornélio Sula. É possível que Lúcio Cornélio Sula Fausto, cônsul em 5 a.C., tenha sido seu filho.

## Primeiros anos
Públio e seu irmão Sérvio era filhos de Sérvio Cornélio Sula, um irmão sobre o qual nada se sabe de Lúcio Cornélio Sula. Apesar disto, Públio não parece ter tido um papel preponderante nem na guerras civis de Sula e nem na ditadura de seu tio mais famoso. Porém, é possível que ele tenha servido sob seu comando como um oficial júnior juntamente com o jovem Lúcio Sérgio Catilina, que certamente serviu com destaque nas guerras civis. Mais tarde, Públio se tornou um aliado próximo de Catilina e é possível que tenha sido durante as guerras civis que os dois se conheceram.
Em 81 a.C., durante a ditadura do tio, Cícero conta que Públio utilizava sua influência para conseguir o perdão de diversos dos proscritos e que conseguiu que muitos fossem de fato salvos. Depois da morte do tio, em 78 a.C., Públio provavelmente herdou parte de seu patrimônio.

## Escândalo
Depois de ocupar os postos do cursus honorum que são requisitos para o consulado (questor e pretor), Sula foi candidato na eleição de 66 a.C. para o consulado de 65 a.C.. Ele foi eleito por unanimidade por todas as centúrias com Públio Autrônio Peto como seu colega. Porém, os dois não puderam gozar da vitória por muito tempo pois dois candidatos derrotados, Lúcio Mânlio Torquato e Lúcio Aurélio Cota, os acusaram de suborno. Impedidos de tomar posse, Sula e Autrônio foram julgados, condenados e, nos termos da Lex Acilia Calpurnia, os dois perderam o mandato e foram expulsos do Senado Romano.
Uma segunda eleição foi realizada e tanto Torquato quanto Cota acabaram eleitos no lugar dos dois que eles próprios ajudaram a derrubar. Foi neste contexto que nasceu a Primeira Conspiração Catilinária.

## Primeira Conspiração Catilinária
Salústio afirma que Lúcio Sérgio Catilina, amigo de Sula e de Autrônio, tentou participar da segunda eleição contra Torquato e Cota, mas foi impedido por ter saído recentemente de um julgamento de extorsão — apesar de ter sido absolvido, sua candidatura foi impedida por que um prazo de três semanas não havia sido observado. Esta foi a segunda ocasião que Catilina se viu impedido de concorrer ao consulado e, furioso, ele teria formado uma conspiração com os dois cônsules depostos e com Cneu Calpúrnio Pisão. Aparentemente, o plano consistia no assassinato dos dois cônsules-eleitos no primeiro dia do novo mandato, 1 de janeiro de 65 a.C., e na tomada do poder por eles próprios. Porém, o plano foi adiado para fevereiro e depois abandonado, encerrando a conspiração.
Há muitas dúvidas sobre a própria existência desta conspiração e alega-se que ela teria sido inventada por Salústio para sujar ainda mais o nome de Catilina depois da Segunda Conspiração Catilinária. Um ponto de vista alternativo defende que o próprio Catilina não estaria envolvido, apenas Sula e Autrônio. Seja como for, nenhuma tentativa de assassinar Cota e Torquato foi registrada.

## Segunda Conspiração Catilinária
Condenado e expulso do Senado, a reputação e a carreira de Sula foram completamente destruídas. Humilhado e empobrecido, é possível e provável que Sula tenha de fato se juntado ao círculo de nobres descontentes de Catilina, algo que mais tarde ele foi acusado de fazer. Os dois irmãos Sula e Autrônio foram implicados na conspiração, mas é impossível saber se eles de fato participaram dos eventos. No ano seguinte à morte de Catilina, Sula foi acusado de ser um cúmplice dele pelo filho de Torquato, Lúcio Mânlio Torquato, pretor em 49 a.C., e processado. Sula contratou os dois maiores advogados e oradores de seu tempo para liderarem sua defesa, Cícero e Quinto Hortênsio Hórtalo, e foi absolvido. Foi nesta ocasião que Sula proferiu um de seus famosos discursos, "Pro Sulla". Porém, nem o irmão de Sula, Sérvio, e nem Autrônio tiveram tanta sorte, pois Cícero acreditava que os dois eram culpados e se recusou a defendê-los.

## Guerra Civil de César
Em 49 a.C., quando Júlio César cruzou o Rubicão e deu início a uma guerra civil, Sula escolheu apoiá-lo, ao contrário de seu primo, Fausto Cornélio Sula, que se juntou à facção senatorial liderada por Pompeu. Depois de receber um comando no exército de César, Sula o acompanhou em sua campanha na Grécia. Na Batalha de Dirráquio, Sula comandou o acampamento de César e conseguiu repelir com sucesso um ataque pompeiano que havia ultrapassado a murada enquanto o resto do exército estava ocupado com César. Depois de repelir os pompeianos, Sula ordenou que não houvesse uma perseguição e se manteve na defesa do acampamento. César comenta em "De Bello Civili" que se Sula tivesse perseguido e aproveitado sua vitória, toda a guerra civil poderia ter terminado naquele mesmo dia. Porém, ele não culpa a conduta precavida de Sula e nem sua decisão de se manter no acampamento que era sua missão proteger.
Sula comandou a ala direita do exército cesariano na Batalha de Farsalos. Na batalha, os cesarianos foram vitoriosos e o derrotado Pompeu fugiu para o Egito, onde foi assassinado. Sua reputação indubitavelmente se recuperou da desgraça na década de 60 a.C. por seus êxitos na guerra civil. 
Públio Cornélio Sula morreu em 45 a.C..